# Rjokan

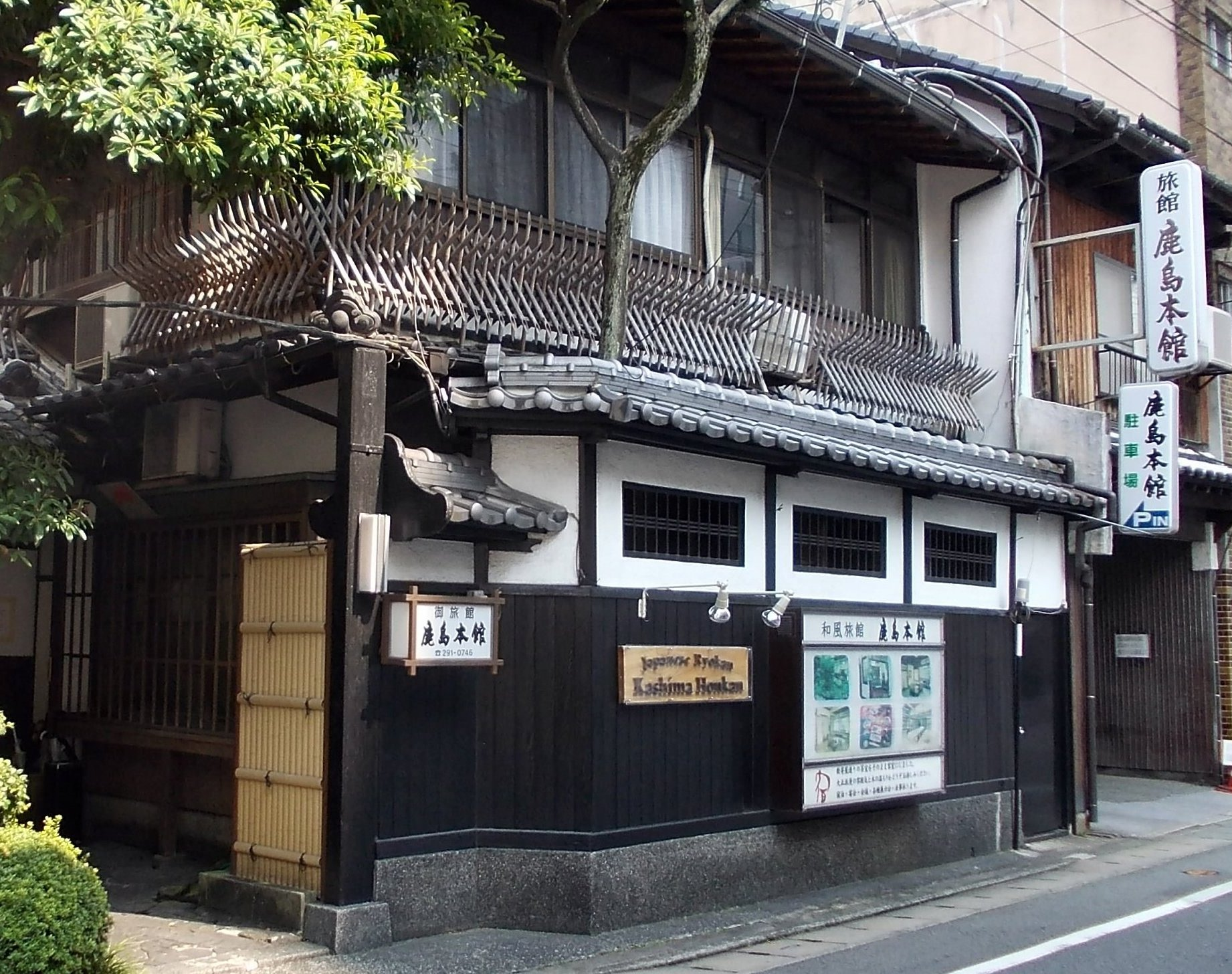
Rjokan

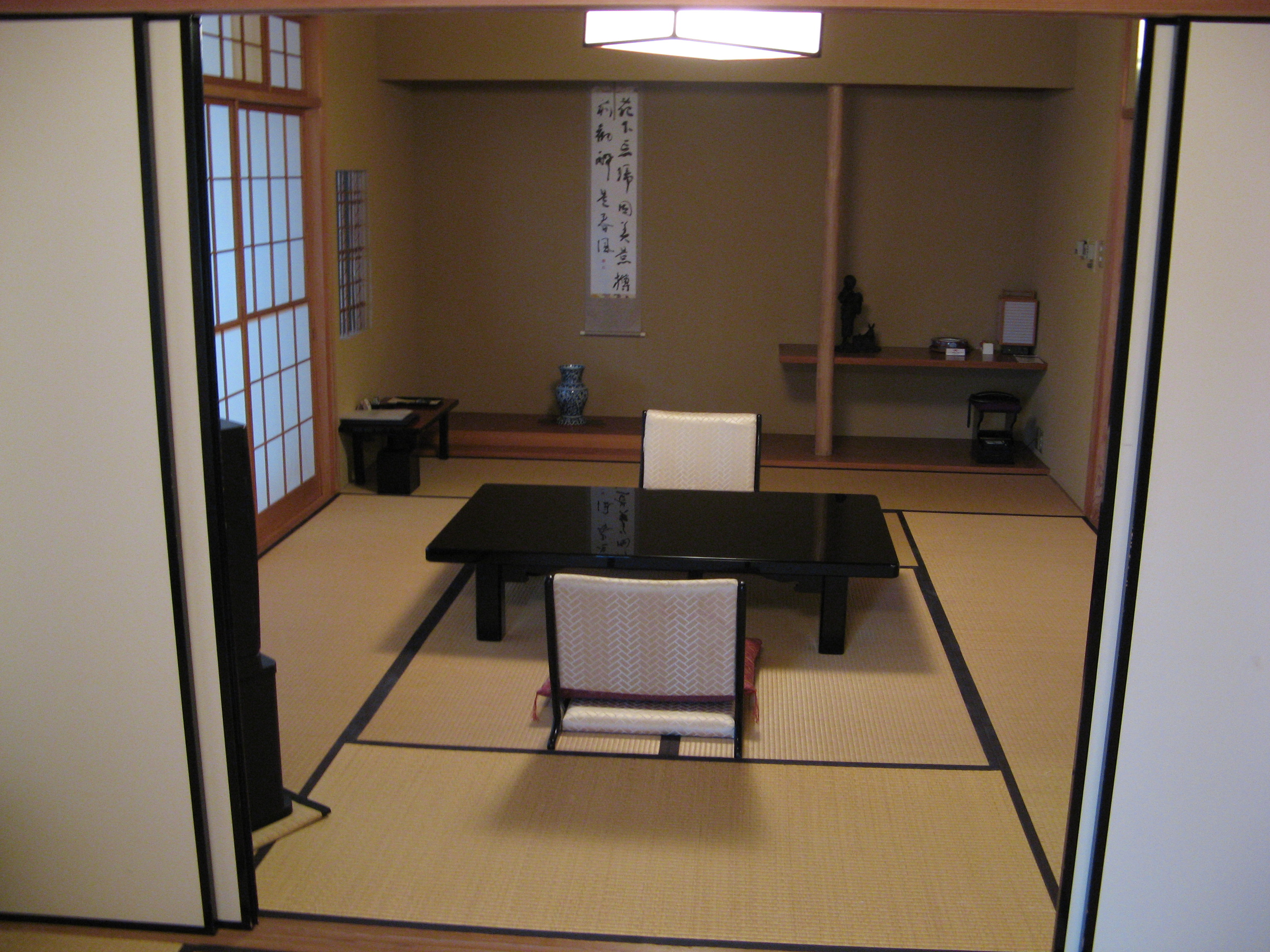
Pokoj v rjokanu

Rjokan (japonsky: 旅館) je tradiční japonský ubytovací hostinec. Klade důraz na japonské tradice, které musí být dodržovány. V Japonsku se nachází přes 80 000 rjokanů. Rjokany mohou být velmi luxusní hotely nebo malé rodinné penziony, které se v Japonsku nazývají minšuku.
Japonsko se zároveň pyšní nejstarším nepřetržitě fungujícím hotelem na světě, kterým je Hoši rjokan v Komacu (prefektura Išikawa) založený v roce 718.

## Pokoje v rjokanu
V pokojích jsou podlahy pokryté rohožemi tatami. V jednom rohu je tokonoma, výklenek do kterého se dá svitek a ikebana nebo keramika. V pokoji se také nachází stoleček s polštáři - zabuton, kde je obvykle čajová souprava. V pokoji jsou namísto postelí matrace futon. V pokojích bývá někdy i televizor, telefon a většinou i klimatizace. V rjokanech bývají koupelny společné.

## Koupel
V rjokanu jsou nejméně jedny společné koupele a evropské nebo turecké toalety. V koupelně je místo na svlečení, malá sprcha a malý bazén. Před vstupem do bazénu je nutné se nejdříve důkladně osprchovat. Bazén používají i jiní hosté rjokanu, a proto je třeba vodu v bazénu neznečistit např. mýdlem.

## Stravování
Nejčastěji jídlo hostu přinese okamisan (manažerka rjokanu) přímo do pokoje. Doba na jídlo bývá většinou už skoro podvečer. Okamisan s hostem stráví buď delší dobu nebo odejde a vrátí se až uklidit ze stolu.

## Ceny
Ceny v rjokanech se udávají vždy za osobu, za pokoj nikdy. Jsou pestré – mohou být pod 8 000, ale i nad 35 000 jenů. Průměrné ceny jsou ale od 15 000 do 25 000 jenů za noc.

## Japonská asociace rjokanů
Japan Ryokan Association sdružuje kolem 2 000 rjokanů po celém Japonsku.